# Ana Ofelia Murguía
Ana Ofelia Murguía (Cidade do México, 8 de dezembro de 1933 – 31 de dezembro de 2023) foi uma atriz mexicana do cinema e da televisão. Embora tenha recebido poucos papéis de protagonista na carreira, a qualidade de suas atuações, além de sua simplicidade, a tornaram uma das atrizes mais reconhecidas do cinema mexicano.
Trabalhou com os diretores mais importantes em filmes significativos para o cinema mexicano no Século XX, tais como Felipe Cazals (El apando, Las poquianchis, Los motivos de Luz e Las inocentes), Jaime Humberto Hermosillo (Naufragio, Amor libre, De noche vienes, Esmeralda e Escrito en el cuerpo de la noche) e Arturo Ripstein (Cadena perpetua e La reina de la noche).

## Morte
Murguía morreu em 31 de dezembro de 2023, aos noventa anos.

## Trabalhos

### Cinema
1. Coco (2017) (voz de Mamá Coco) (Dublagem em Inglês)[2][3]
2. Fecha de caducidad (2011)
3. La nana, de Sebastián Silva(2008)
4. Las buenas yerbas (2008)
5. Arráncame la vida (2008)
6. Párpados azules, de Ernesto Contreras (2008)
7. Señas particulares (curta-metragem) (2007)
8. El viaje de la nonna (2007)
9. Bandidas (2006)
10. Hijas de su madre: Las Buenrostro de Busi Cortés (2005)
11. El Edén (2004)
12. Otilia Rauda (2001)
13. Pachito Rex, me voy pero no del todo (2001)
14. Escrito en el cuerpo de la noche (2000)
15. Sexo por compasión (2000)
16. Su Alteza Serenísima (2000)
17. Ave María (1999)
18. De noche vienes, Esmeralda (1997)
19. El anzuelo(1996)
20. De muerte natural (1996)
21. Nadie hablará de nosotras cuando hayamos muerto(1995)
22. Ámbar (1994)
23. La reina de la noche, de Arturo Ripstein (1994)
24. El jardín del edén (1994)
25. Luces de la noche (1994)
26. Morena (1994)
27. Mi querido Tom Mix (1991)
28. Diplomatic Immunity (1991)
29. Goitia, un dios para sí mismo (1988)
30. Gaby: A True Story, de Luis Mandoki (1987)
31. Los confines (1987)
32. Chido guan (Tacos de oro) (1985)
33. Los motivos de Luz (1985)
34. Dune (1984)
35. El corazón de la noche (1984)
36. María de mi corazón (1979)
37. Amor libre (1978)
38. Cadena perpetua, de Arturo Ripstein (1978)
39. Naufragio (1977)
40. La viuda negra (1977)
41. Maten al león (1977)
42. Pedro Páramo (El hombre de la media Luna) (1976)
43. Las Poquianchis (1976)
44. El apando (1975)
45. Esa es mi Irene (1975)
46. El profeta Mimí (1972)
47. Para servir a usted (1970)
48. Pax? (1968)

### Televisão
Trabalhando na televisão, participou de várias telenovelas e séries televisivas.
1. Quererte así (2012) como Yuridia "Yuya" Domínguez.
2. Mientras haya vida (2007-2008) como Toto.
3. La hija del jardinero (2003) como Doña Rigoberta "Rigo" Rondón.
4. Lo que callamos las mujeres(2001) (3 episodios).
5. Uroboros (2001) como Porteira
6. Cuentos para solitarios (1999) como Marta (no episódio "Por culpa de Damiana").
7. El amor de mi vida (1998) como Dona Lupe.
8. Tric Trac (1997)
9. Te dejaré de amar (1996) como Alicia Larios.
10. Entre vivos y muertos (1994)
11. El abuelo y yo (1992) como Señorita Estrada.
12. La pasión de Isabela (1983) como Cristina.
13. El padre Guernica (1968)